# Les Trois-Moutiers
Les Trois-Moutiers és un municipi francès situat al departament de la Viena i a la regió de la Nova Aquitània. L'any 2007 tenia 960 habitants.

## Demografia

### Població
El 2007 la població de fet de Les Trois-Moutiers era de 960 persones. Hi havia 424 famílies de les quals 140 eren unipersonals (68 homes vivint sols i 72 dones vivint soles), 132 parelles sense fills, 136 parelles amb fills i 16 famílies monoparentals amb fills.
La població ha evolucionat segons el següent gràfic:
Habitants censats

### Habitatges
El 2007 hi havia 497 habitatges, 416 eren l'habitatge principal de la família, 33 eren segones residències i 48 estaven desocupats. 451 eren cases i 21 eren apartaments. Dels 416 habitatges principals, 288 estaven ocupats pels seus propietaris, 115 estaven llogats i ocupats pels llogaters i 13 estaven cedits a títol gratuït; 2 tenien una cambra, 36 en tenien dues, 52 en tenien tres, 116 en tenien quatre i 210 en tenien cinc o més. 307 habitatges disposaven pel capbaix d'una plaça de pàrquing. A 163 habitatges hi havia un automòbil i a 183 n'hi havia dos o més.

### Piràmide de població
La piràmide de població per edats i sexe el 2009 era:
| Homes | Edats   | Dones |
| ----- | ------- | ----- |
| 0     | 95 o +  | 0     |
| 0     | 90 a 94 | 20    |
| 0     | 85 a 89 | 8     |
| 8     | 80 a 84 | 4     |
| 28    | 75 a 79 | 36    |
| 24    | 70 a 74 | 24    |
| 32    | 65 a 69 | 40    |
| 8     | 60 a 64 | 28    |
| 24    | 55 a 59 | 12    |
| 40    | 50 a 54 | 32    |
| 24    | 45 a 49 | 36    |
| 40    | 40 a 44 | 28    |
| 32    | 35 a 39 | 28    |
| 32    | 30 a 34 | 20    |
| 44    | 25 a 29 | 28    |
| 0     | 20 a 24 | 16    |
| 16    | 15 a 19 | 52    |
| 24    | 10 a 14 | 28    |
| 16    | 5 a 9   | 24    |
| 20    | 0 a 4   | 32    |

## Economia
El 2007 la població en edat de treballar era de 557 persones, 414 eren actives i 143 eren inactives. De les 414 persones actives 377 estaven ocupades (211 homes i 166 dones) i 37 estaven aturades (10 homes i 27 dones). De les 143 persones inactives 51 estaven jubilades, 29 estaven estudiant i 63 estaven classificades com a «altres inactius».

### Ingressos
El 2009 a Les Trois-Moutiers hi havia 434 unitats fiscals que integraven 1.025,5 persones, la mediana anual d'ingressos fiscals per persona era de 15.558 €.

### Activitats econòmiques
Dels 45 establiments que hi havia el 2007, 1 era d'una empresa extractiva, 2 d'empreses alimentàries, 3 d'empreses de fabricació d'altres productes industrials, 6 d'empreses de construcció, 10 d'empreses de comerç i reparació d'automòbils, 2 d'empreses de transport, 3 d'empreses d'hostatgeria i restauració, 1 d'una empresa d'informació i comunicació, 3 d'empreses financeres, 1 d'una empresa immobiliària, 2 d'empreses de serveis, 10 d'entitats de l'administració pública i 1 d'una empresa classificada com a «altres activitats de serveis».
Dels 16 establiments de servei als particulars que hi havia el 2009, 1 era una oficina d'administració d'Hisenda pública, 1 gendarmeria, 1 oficina de correu, 1 una oficina bancària, 3 tallers de reparació d'automòbils i de material agrícola, 3 paletes, 1 guixaire pintor, 1 fusteria, 1 lampisteria, 1 perruqueria i 2 restaurants.
Dels 3 establiments comercials que hi havia el 2009, 1 era una botiga de menys de 120 m², 1 una fleca i 1 un drogueria.
L'any 2000 a Les Trois-Moutiers hi havia 42 explotacions agrícoles que ocupaven un total de 2.184 hectàrees.

## Equipaments sanitaris i escolars
El 2009 hi havia 1 farmàcia i 1 ambulància.
El 2009 hi havia 2 escoles elementals.

## Poblacions més properes
El següent diagrama mostra les poblacions més properes.